# 2009年の日本公開映画
- 映画 > 映画の一覧 > 年度別日本公開映画 > 2009年の日本公開映画
- 映画 > 2009年の映画 > 2009年の日本公開映画

2009年の日本公開映画（2009ねんのにほんこうかいえいが）では、2009年（平成21年）1月1日から同年12月31日までに日本で商業公開された映画の一覧を記載。作品名の右の丸括弧内は製作国を示す。
記載の凡例については年度別日本公開映画#凡例を参照

## 作品一覧

### 1月
- 1日
  - ピューと吹く!ジャガー 〜いま、吹きにいきます〜（ 日本/アニメ）
- 9日
  - ヘルボーイ/ゴールデン・アーミー（ アメリカ合衆国）
- 10日
  - サーチャーズ 2.0（ アメリカ合衆国）
  - ディザスター・ムービー!おバカは地球を救う（ アメリカ合衆国）
  - チェ 28歳の革命（ アメリカ合衆国・ フランス・ スペイン）
  - ミーアキャット（ イギリス）
  - きつねと私の12か月（ フランス）
  - 禅 ZEN（ 日本）
  - 2STEPS!（ 日本）
  - クローンは故郷をめざす（ 日本）
  - 泣きたいときのクスリ（ 日本）
  - NIGHT☆KING ナイトキング（ 日本）
  - Mの呪縛（ 日本）
- 16日
  - ザ・ムーン（ イギリス）
- 17日
  - ワンダーラスト（ アメリカ合衆国）
  - ラーメンガール（ アメリカ合衆国）
  - ヘルライド（ アメリカ合衆国）
  - 我が至上の愛〜アストレとセラドン〜（ フランス・ イタリア・ スペイン）
  - 戦場のレクイエム（ 中国）
  - 感染列島（ 日本）
  - 劇場版 カンナさん大成功です!（ 日本、鈴木由美子の同名漫画原作）
  - 装甲騎兵ボトムズ ペールゼン・ファイルズ（ 日本/アニメ）
  - プライド（ 日本）
  - 大阪ハムレット（ 日本）
  - 銀座愛物語 クラブアンダルシア（ 日本）
  - グロテスク（ 日本）
- 24日
  - エレジー（ アメリカ合衆国）
  - 007 慰めの報酬（ イギリス・ アメリカ合衆国）
  - レボリューショナリー・ロード/燃え尽きるまで（ イギリス・ アメリカ合衆国）
  - ジョッキーを夢見る子供たち（ フランス）
  - 旅立ち〜足寄より〜（ 日本）
  - ポチの告白（ 日本）
  - 誰も守ってくれない（ 日本）
  - 花ゲリラ（ 日本）
  - かさぶた姫（ 日本）
  - 劇場版 炎神戦隊ゴーオンジャー VS ゲキレンジャー（ 日本）
- 30日
  - マンマ・ミーア!（ イギリス・ アメリカ合衆国）
- 31日
  - シャッフル（ アメリカ合衆国）
  - チェ 39歳 別れの手紙（ フランス・ スペイン・ アメリカ合衆国）
  - ロルナの祈り（ ベルギー・ フランス・ イタリア）
  - キャラメル（ レバノン・ フランス）
  - 天使の眼、野獣の街（ 香港）
  - 愛のむきだし（ 日本）
  - 空とコムローイ 〜タイ、コンティップ村の子どもたち〜（ 日本）
  - 20世紀少年〈第2章〉最後の希望（ 日本）
  - 新宿区歌舞伎町保育園（ 日本）
  - へばの（ 日本）
  - 花婿は18歳（ 日本）
  - チョコレート・アンダーグラウンド（ 日本/アニメ）
  - 約束の地（ 日本）

### 2月
- 7日
  - ハイスクール・ミュージカル/ザ・ムービー（ アメリカ合衆国）
  - ベンジャミン・バトン 数奇な人生（ アメリカ合衆国）
  - ザ・クリーナー 消された殺人（ アメリカ合衆国）
  - ブラッド・ブラザーズ-天堂口-（ 台湾・ 香港）
  - 悲夢（ヒム）（ 韓国）
  - ララピポ（ 日本）
  - ヘブンズ・ドア（ 日本）
  - 余命（ 日本）
  - GIRLS LOVE（ 日本）
  - 旭山動物園物語 ペンギンが空をとぶ（ 日本）
- 13日
  - 13日の金曜日（ アメリカ合衆国）
- 14日
  - フェイク シティ ある男のルール（ アメリカ合衆国）
  - ブラッディ・バレンタイン3D（ アメリカ合衆国）
  - 雷神-RAIJIN-（ アメリカ合衆国・ カナダ）
  - ディファイアンス（ アメリカ合衆国）
  - 彼女の名はサビーヌ（ フランス）
  - ラ・ボエーム（ オーストリア・ ドイツ）
  - ユッスー・ンドゥール 魂の帰郷（ スイス）
  - 三国志（ 中国）
  - 今、僕は（ 日本）
  - 鎧 サムライゾンビ（ 日本）
  - 少年メリケンサック（ 日本）
  - クジラ 極道の食卓（ 日本）
  - はじめての家出（ 日本）
  - ロストガール（ 日本）
  - ヘルズエンジェルス（ 日本）
- 20日
  - チェンジリング（ アメリカ合衆国）
- 21日
  - 7つの贈り物（ アメリカ合衆国）
  - モトリー・クルーのディザスター!〜アルマゲドン危機一髪〜（ アメリカ合衆国/アニメ）
  - ロックンローラ（ イギリス）
  - ホルテンさんのはじめての冒険（ ノルウェー）
  - シリアの花嫁（ イスラエル・ フランス・ ドイツ）
  - 悲しいボーイフレンド（ 日本）
  - ハルフウェイ（ 日本）
  - Livespire 嵐になるまで待って（ 日本）
  - 年々歳々（ 日本）
  - 戦国 伊賀の乱（ 日本）
  - N43°（ 日本）
  - 小三治（ 日本）
- 28日
  - ストリートファイター ザ・レジェンド・オブ・チュンリー（ アメリカ合衆国）
  - いのちの戦場 -アルジェリア1959-（ フランス）
  - オーストラリア（ オーストラリア）
  - カフーを待ちわびて（ 日本）
  - 激情版 エリートヤンキー三郎（ 日本）
  - 罪とか罰とか（ 日本）
  - シネマ歌舞伎 刺青奇偶 （ 日本）

### 3月
- 7日
  - インストーラー（ フランス）
  - オンナゴコロ（ 日本）
  - ジェネラル・ルージュの凱旋（ 日本）
  - STOP THE BITCH CAMPAIGN 援助交際撲滅運動（ 日本）
  - ゼラチンシルバーLOVE（ 日本）
  - ダウト〜あるカトリック学校で〜（ アメリカ合衆国）
  - 長江にいきる 秉愛の物語（ 中国）
  - 超劇場版ケロロ軍曹 撃侵ドラゴンウォリアーズであります!（ 日本/アニメ）
  - ケロ0 出発だよ! 全員集合!! （ 日本/アニメ）
  - デメキング DEMEKING（ 日本）
  - ドラえもん 新・のび太の宇宙開拓史（ 日本/アニメ）
  - パッセンジャーズ（ アメリカ合衆国）
  - 花の生涯〜梅蘭芳〜（ 中国）
  - ヤッターマン（ 日本）
  - U23D（ アメリカ合衆国）
- 13日
  - DRAGONBALL EVOLUTION（ アメリカ合衆国）
- 14日
  - アンダーワールド ビギンズ（ アメリカ合衆国）
  - イケメンバンク THE MOVIE（ 日本）
  - 映画は映画だ（ 韓国）
  - カフェ代官山III〜それぞれの明日〜（ 日本）
  - 恋極星（ 日本）
  - SR サイタマノラッパー（ 日本）
  - THIS IS ENGLAND（ イギリス）
  - マダガスカル2（ アメリカ合衆国/アニメ）
  - ダイアナの選択（ アメリカ合衆国）
  - バオバブの記憶（ 日本）
  - パラレル 愛はすべてを乗り越える―。（ 日本）
  - PVC-1 余命85分（ コロンビア）
  - PLASTIC CITY プラスティック・シティ（ 中国・ ブラジル・ 日本・ 香港）
  - ホノカアボーイ（ 日本）
  - ルパン三世 1st.TVシリーズ（ 日本/アニメ）
- 20日
  - イエスマン “YES”は人生のパスワード（ アメリカ合衆国）
  - 映画 プリキュアオールスターズDX みんなともだちっ☆奇跡の全員大集合!（ 日本/アニメ）
  - 昴-スバル-（ 日本・ 中国・ シンガポール・ 韓国）
  - 釣りキチ三平 劇場版（ 日本）
  - ドロップ（ 日本）
  - フィッシュストーリー（ 日本）
  - ベッドタイム・ストーリー（ アメリカ合衆国）
  - リリィ、はちみつ色の秘密（ アメリカ合衆国）
  - ワルキューレ（ アメリカ合衆国・ ドイツ）
- 21日
  - テケテケ（ 日本）
  - テケテケ2（ 日本）
  - ハリウッド監督学入門（ 日本）
- 27日
  - マーリー 世界一おバカな犬が教えてくれたこと（ アメリカ合衆国）
- 28日
  - いとしい人（ アメリカ合衆国）
  - フロスト×ニクソン（ アメリカ合衆国）
  - ウォッチメン（ アメリカ合衆国）
  - 鑑識・米沢守の事件簿（ 日本）
  - 遭難フリーター（ 日本）
  - ナットのスペースアドベンチャー3D（ ベルギー/アニメ）
  - バサラ人間（ 日本）
  - 初恋 夏の記憶（ 日本）
  - マリア・カラスの真実（ フランス）
  - メイプルソープとコレクター（ アメリカ合衆国・ スイス）

### 4月
- 4日
  - トワイライト〜初恋〜（ アメリカ合衆国）
  - ストレンジャーズ/戦慄の訪問者（ アメリカ合衆国）
  - チャーリー・バートレットの男子トイレ相談室（ アメリカ合衆国）
  - ザ・バンク-堕ちた巨像-（ アメリカ合衆国・ ドイツ・ イギリス）
  - 太陽のかけら（ メキシコ）
  - エンプレス-運命の戦い-（ 香港）
  - 私のなかの8ミリ（ 日本）
  - 細菌列島（ 日本）
  - パニック4ROOMS 劇場版（ 日本）
- 10日
  - レッドクリフ Part II（ アメリカ合衆国・ 日本・ 中国・ 台湾・ 韓国）
- 11日
  - ピンクパンサー2（ アメリカ合衆国）
  - 風の馬（ アメリカ合衆国）
  - フー・キルド・ナンシー（ イギリス）
  - ある公爵夫人の生涯（ イギリス）
  - アライブ-生還者-（ フランス）
  - 失われた肌（ スペイン）
  - クローズZERO II（ 日本）
  - 東洋宮武が覗いた時代（ 日本）
  - ニセ札（ 日本）
  - 今度の日曜日に （ 日本）
  - buy a suit スーツを買う （ 日本）
  - TOKYOレンダリング詞集 （ 日本）
- 18日
  - パニッシャー: ウォー・ゾーン（ アメリカ合衆国）
  - マックス・ペイン（ アメリカ合衆国）
  - ミルク（ アメリカ合衆国）
  - レイチェルの結婚（ アメリカ合衆国）
  - スラムドッグ$ミリオネア（ イギリス）
  - ヴィニシウス〜愛とボサノヴァの日々〜（ ブラジル）
  - 子供の情景（ イラン・ フランス）
  - 四川のうた（ 中国・ 日本）
  - アンティーク 〜西洋骨董洋菓子店〜（ 韓国）
  - おっぱいバレー（ 日本）
  - 鴨川ホルモー（ 日本）
  - クレヨンしんちゃん オタケベ!カスカベ野生王国（ 日本/アニメ）
  - 名探偵コナン 漆黒の追跡者（チェイサー）（ 日本/アニメ）
  - ひぐらしのなく頃に誓（ 日本）
  - 喧嘩高校軍団/特攻!國士義塾VS.朝高 （ 日本）
  - 天上人とアクト人最後の戦い（ 日本/アニメ）
- 24日
  - バーン・アフター・リーディング（ アメリカ合衆国）
- 25日
  - グラン・トリノ（ アメリカ合衆国）
  - キング・コーン 世界を作る魔法の一粒（ アメリカ合衆国）
  - サスペリア・テルザ 最後の魔女（ イタリア・ アメリカ合衆国）
  - カンフーシェフ（ 香港）
  - 食客（ 韓国）
  - 劇場版 天元突破グレンラガン 螺巌篇（ 日本/アニメ）
  - 交響詩篇エウレカセブン ポケットが虹でいっぱい（ 日本/アニメ）
  - トーマスをすくえ!! ミステリーマウンテン（ 日本）
  - 花のあすか組! NEO（ 日本）
  - レイン・フォール/雨の牙（ 日本）
  - 島田洋七の佐賀のがばいばあちゃん（ 日本）
  - アニと僕の夫婦喧嘩 （ 日本）

### 5月
- 1日
  - デュプリシティ 〜スパイは、スパイに嘘をつく〜（ アメリカ合衆国）
  - ビバリーヒルズ・チワワ（ アメリカ合衆国）
  - 新宿インシデント（ 香港）
  - チェイサー（ 韓国）
  - GOEMON（ 日本）
  - 劇場版 超・仮面ライダー電王&ディケイド NEOジェネレーションズ 鬼ヶ島の戦艦（ 日本）
- 2日
  - ベルサイユの子（ フランス）
  - 腐女子彼女。（ 日本）
  - テラー トレイン（ アメリカ合衆国）
  - 沈黙を破る（ 日本）
- 8日
  - ウォーロード/男たちの誓い（ 香港・ 中国）
- 9日
  - バンコック・デンジャラス（ アメリカ合衆国）
  - バビロン A.D.（ アメリカ合衆国・ フランス・ イギリス）
  - 余命1ヶ月の花嫁（ 日本）
  - チョコラ!（ 日本）
  - THE CODE/暗号（ 日本）
  - ミーシャ/ホロコーストと白い狼（ ベルギー・ フランス・ ドイツ）
  - IL VENTO E LE ROSE イルベントエレローゼ 愛するということ（ 日本）
  - 海の上の君は、いつも笑顔。（ 日本）
  - 上島ジェーン（ 日本）
  - 聖白百合騎士団（ 日本）
  - 真一文字 拳（ 日本）
- 15日
  - 天使と悪魔（ アメリカ合衆国）
- 16日
  - セブンティーン・アゲイン（ アメリカ合衆国）
  - ハンナ・モンタナ ザ・コンサート 3D（ アメリカ合衆国）
  - 60歳のラブレター（ 日本）
  - おと・な・り（ 日本）
  - ブッシュ（ アメリカ合衆国）
  - 夏時間の庭（ フランス）
  - 鈍獣（ 日本）
  - ゲキ×シネ「五右衛門ロック」（ 日本）
  - ジャップ・ザ・ロック・リボルバー（ 日本）
- 22日
  - 消されたヘッドライン（ アメリカ合衆国）
- 23日
  - インスタント沼（ 日本）
  - チョコレート・ファイター（ タイ）
  - 重力ピエロ（ 日本）
  - BABY BABY BABY! -ベイビィ ベイビィ ベイビィ-（ 日本）
  - ひとりかくれんぼ 劇場版（ 日本）
  - 女殺油地獄（ 日本）
  - ダニエル 悪魔の赤ちゃん（ アメリカ合衆国）
  - ケータイ小説家の愛（ 日本）
- 29日
  - スター・トレック（ アメリカ合衆国）
  - ラスト・ブラッド（ 香港・ フランス）
- 30日
  - 浪漫者たち（ 日本）
  - チャンドニー・チョーク・トゥ・チャイナ（ インド）
  - ROOKIES -卒業-（ 日本）
  - シネマ歌舞伎特別篇 牡丹亭（ 日本）
  - お買いもの中毒な私!（ アメリカ合衆国）
  - ハイキック・ガール!（ 日本）
  - 非女子図鑑（ 日本）
  - 路上のソリスト（ アメリカ合衆国）
  - エンプティー・ブルー（ 日本）

### 6月
- 6日
  - USB（ 日本）
  - アイ・カム・ウィズ・ザ・レイン（ フランス）
  - アルマズ・プロジェクト（ アメリカ合衆国）
  - 刺青 背負う女（ 日本）
  - ウルトラミラクルラブストーリー（ 日本）
  - ガマの油（ 日本）
  - サガン -悲しみよ こんにちは-（ フランス）
  - ジャイブ 海風に吹かれて（ 日本）
  - ジョナス・ブラザーズ ザ・コンサート 3D（ アメリカ合衆国）
  - 幸せのセラピー（ アメリカ合衆国）
  - 大秦帝国（ 中国）
  - バッド・バイオロジー 狂った性器ども（ アメリカ合衆国）
  - ハゲタカ ( 日本)
- 13日
  - The Harimaya Bridge はりまや橋（ 日本・ アメリカ合衆国・ 韓国）
  - 希望ヶ丘夫婦戦争（ 日本）
  - 斜陽（ 日本）
  - 精神（ 日本）
  - ターミネーター4（ アメリカ合衆国）
  - 真夏のオリオン（ 日本）
  - マン・オン・ワイヤー（ イギリス）
  - 宮本武蔵 -双剣に馳せる夢-（ 日本/アニメ）
  - モーニング・ライト（ アメリカ合衆国）
  - ゆずり葉-君もまた次のきみへ-（ 日本）
  - 幼獣マメシバ（ 日本）
  - ラッシュライフ（ 日本）
  - レスラー（ アメリカ合衆国）
- 19日
  - 愛を読むひと（ アメリカ合衆国・ ドイツ）
- 20日
  - トランスフォーマー/リベンジ（ アメリカ合衆国）
  - 築城せよ!（ 日本）
  - 劔岳 点の記（ 日本）
  - いけちゃんとぼく（ 日本）
  - 守護天使（ 日本）
  - 人生に乾杯!（ ハンガリー）
  - スリーカウント（ 日本）
  - ミウの歌〜Love of Siam〜（ タイ）
- 27日
  - それでも恋するバルセロナ（ スペイン・ アメリカ合衆国）
  - ディア・ドクター（ 日本）
  - 台湾人生（ 日本）
  - フィースト2/怪物復活（ アメリカ合衆国）
  - 群青 愛が沈んだ海の色（ 日本）
  - 扉をたたく人（ アメリカ合衆国）
  - BASURA バスーラ（ 日本）
  - 呪怨 白い老女（ 日本）
  - 呪怨 黒い少女（ 日本）
  - 刺青 匂ひ月のごとく（ 日本）
  - ヱヴァンゲリヲン新劇場版:破（ 日本/アニメ）

### 7月
- 4日
  - 美代子阿佐ヶ谷気分（ 日本）
  - 蟹工船（ 日本）
  - MW -ムウ-（ 日本）
  - ウィッチマウンテン/地図から消された山（ アメリカ合衆国）
  - フィースト3/最終決戦（ アメリカ合衆国）
  - それいけ!アンパンマン だだんだんとふたごの星（ 日本/アニメ）
  - 私は猫ストーカー（ 日本）
  - 或る音楽（ 日本）
  - i and i（ 日本）
  - スリーデイボーイズ（ 日本）
  - 鶴彬 こころの軌跡（ 日本）
- 10日
  - ノウイング（ アメリカ合衆国）
- 11日
  - モンスターVSエイリアン（ アメリカ合衆国/アニメ）
  - ごくせん THE MOVIE（ 日本）
  - サンシャイン・クリーニング（ アメリカ合衆国）
  - NOISE（ フランス）
  - セブンデイズ（ 韓国）
  - あんにょん由美香（ 日本）
  - ハード・リベンジ、ミリー ブラッディバトル（ 日本）
  - ニッポンの大家族 Saiko! The Large family 放送禁止 劇場版（ 日本）
  - 第2写真部（ 日本）
- 15日
  - ハリー・ポッターと謎のプリンス（ イギリス・ アメリカ合衆国）
- 18日
  - アマルフィ 女神の報酬（ 日本）
  - 劇場版ポケットモンスター ダイヤモンド&パール アルセウス 超克の時空へ（ 日本/アニメ）
  - ウォレスとグルミット ベーカリー街の悪夢（ イギリス/アニメ）
  - 不灯港（ 日本）
  - 窓ノ外ノ世界（ 日本）
  - 湖のほとりで（ イタリア）
  - カフェ・ソウル（ 日本）
- 25日
  - 学校裏サイト（ 日本）
  - KIKOE（ 日本）
  - 妻の貌（ 日本）
  - エル・カンタンテ（ アメリカ合衆国）
  - THE ダイエット!（ オーストラリア）
  - クヌート（ ドイツ）
  - サムライプリンセス 外道姫（ 日本）
  - アジール・セッション（ 日本）
  - イサム・カタヤマ＝アルチザナル・ライフ（ 日本）
  - セントアンナの奇跡（ アメリカ合衆国）
  - バーダー・マインホフ 理想の果てに（ ドイツ）
  - 時空警察ハイペリオン（ 日本）
  - アイス・エイジ3/ティラノのおとしもの（ アメリカ合衆国/アニメ）
  - クララ・シューマン 愛の協奏曲（ ドイツ）

### 8月
- 1日
  - ボルト（ アメリカ合衆国/アニメ）
  - 屋根裏のポムネンカ（ チェコ/アニメ）
  - 山形スクリーム（ 日本）
  - サマーウォーズ（ 日本/アニメ）
  - そんな彼なら捨てちゃえば?（ アメリカ合衆国）
  - コネクテッド（ 香港・ 中国）
  - ポー川のひかり（ イタリア）
  - バスティン・ダウン・ザ・ドア（ アメリカ合衆国）
  - ハウエルズ家のちょっとおかしなお葬式（ アメリカ合衆国）
  - ブルー・パシフィック・ストーリーズ（ 日本）
  - 劇場版ムーミン パペット・アニメーション 〜ムーミン谷の夏まつり〜（ フィンランド/アニメ）
  - 劇場版 NARUTO -ナルト- 疾風伝 火の意志を継ぐ者（ 日本/アニメ）
- 7日
  - G.I.ジョー（ アメリカ合衆国）
- 8日
  - ココ・シャネル（ アメリカ合衆国）
  - 劇場版 仮面ライダーディケイド オールライダー対大ショッカー（ 日本）
  - 侍戦隊シンケンジャー 銀幕版 天下分け目の戦（ 日本）
  - HACHI 約束の犬（ アメリカ合衆国）
  - 3時10分、決断のとき（ アメリカ合衆国）
  - 花と兵隊（ 日本）
  - 童貞放浪記（ 日本）
  - さそり（ 日本・ 香港）
  - 南極料理人（ 日本）
  - 劇場版 空の境界 第七章 殺人考察 後編（ 日本/アニメ）
  - 縞模様のパジャマの少年（ アメリカ合衆国・イギリス）
- 12日
  - ナイト ミュージアム2（ アメリカ合衆国）
- 15日
  - 吸血少女対少女フランケン（ 日本）
  - トランスポーター3 アンリミテッド（ フランス）
  - 色即ぜねれいしょん（ 日本）
  - キャデラック・レコード 音楽でアメリカを変えた人々の物語（ アメリカ合衆国）
- 21日
  - 宇宙へ。（ イギリス）
- 22日
  - 劇場版ヤッターマン 新ヤッターメカ大集合!オモチャの国で大決戦だコロン!（ 日本/アニメ）
  - 30デイズ・ナイト（ アメリカ合衆国）
  - ブラック・ウォーター（ オーストラリア）
  - 8月のシンフォニー -渋谷2002〜2003（ 日本/アニメ）
  - 僕らはあの空の下で（ 日本）
  - ぼくとママの黄色い自転車（ 日本）
  - ホッタラケの島 〜遥と魔法の鏡〜（ 日本/アニメ）
  - 96時間（ フランス・ アメリカ合衆国）
  - 里山（ 日本）
  - ノーボーイズ,ノークライ（ 日本・ 韓国）
  - ちゃんと伝える（ 日本）
  - ぼくはうみがみたくなりました（ 日本）
  - センコロール（ 日本/アニメ）
  - 昭和八十四年 〜1億3千万分の1の覚え書き（ 日本）
  - ブルーシンフォニー ジャック・マイヨールの愛した海（ 日本）
  - The Present（ アメリカ合衆国）
- 28日
  - ディズニーネイチャー/フラミンゴに隠された地球の秘密（ アメリカ合衆国）
- 29日
  - クリーン（ フランス）
  - 女の子ものがたり（ 日本）
  - 九月に降る風（ 台湾）
  - エッチを狙え! -「イヌネコ。」-（ 日本）
  - マーターズ（ フランス・ カナダ）
  - 南の島のフリムン（ 日本）
  - グッド・バッド・ウィアード（ 韓国）
  - ゴー・ファースト 潜入捜査官（ フランス）
  - パティ・スミス:ドリーム・オブ・ライフ（ アメリカ合衆国）
  - 劇場版 虫皇帝（ 日本）
  - 20世紀少年〈最終章〉ぼくらの旗（ 日本）

### 9月
- 4日
  - サブウェイ123 激突（ アメリカ合衆国）
- 5日
  - 幸せはシャンソニア劇場から（ フランス・ ドイツ・ チェコ）
  - 孫文-100年先を見た男-（ 中国）
  - HIGH WATER（ アメリカ合衆国）
  - 白日夢 （ 日本）
  - BALLAD 名もなき恋のうた（ 日本）
- 11日
  - ウルヴァリン:X-MEN ZERO（ アメリカ合衆国）
- 12日
  - アート・オブ・ウォー2（ カナダ）
  - イメルダ（ フィリピン）
  - エレクトロニックガール（ 日本）
  - キラー・ヴァージンロード（ 日本）
  - しんぼる（ 日本）
  - TAJOMARU（ 日本）
  - 火天の城（ 日本）
  - プール（ 日本）
  - 湾岸ミッドナイト THE MOVIE（ 日本）
- 18日
  - 男と女の不都合な真実（ アメリカ合衆国）
  - ココ・アヴァン・シャネル（ フランス）
  - マーシャル博士の恐竜ランド（ アメリカ合衆国）
- 19日
  - アルティメット2 マッスル・ネバー・ダイ（ フランス）
  - エリック・クラプトン&スティーヴ・ウィンウッド ライヴ・フロム・マディソン・スクエア・ガーデン cine sound ver.（ イギリス）
  - カムイ外伝（ 日本）
  - くもりときどきミートボール（ アメリカ合衆国/アニメ）
  - ジェフ・ベック　ライヴ・アット・ロニー・スコッツ cine sound ver.（ イギリス）
  - SING FOR DARFUR（ スペイン・ オランダ）
  - 正義のゆくえ I.C.E.特別捜査官（ アメリカ合衆国）
  - 劇場版デュエル・マスターズ 黒月の神帝（ 日本/アニメ）
  - ドゥームズデイ（ アメリカ合衆国）
  - HIS NAME WAS JASON 〜「13日の金曜日」30年の軌跡〜（ アメリカ合衆国）
  - 白夜（ 日本）
  - 劇場版ペンギンの問題 幸せの青い鳥でごペンなさい（ 日本/アニメ）
  - リミッツ・オブ・コントロール（ アメリカ合衆国）
- 26日
  - あいつはカッコよかった（ 韓国）
  - アドレナリン:ハイ・ボルテージ（ アメリカ合衆国）
  - あの日、欲望の大地で（ アメリカ合衆国）
  - ウォッチャーズ（ アメリカ合衆国）
  - 今日からヒットマン（ 日本）
  - 空気人形（ 日本）
  - 妻が結婚した（ 韓国）
  - 天体小説 乙桜学園祭2（ 日本）
  - TOGETHER（ 日本）
  - のんちゃんのり弁（ 日本）

### 10月
- 3日
  - ウイグルからきた少年（ アメリカ合衆国）
  - キッチン〜3人のレシピ〜（ 韓国）
  - 斬撃 -ZANGEKI-（ アメリカ合衆国）
  - 沈黙の逆襲（ アメリカ合衆国）
  - テイルズ オブ ヴェスペリア 〜The First Strike〜（ 日本/アニメ）
  - ボヴァリー夫人（ ロシア）
  - ロボゲイシャ（ 日本）
- 9日
  - 私の中のあなた（ アメリカ合衆国）
  - ワイルド・スピード MAX（ アメリカ合衆国）
- 10日
  - あがた森魚 ややデラックス（ 日本）
  - 悪夢のエレベーター（ 日本）
  - ATOM（ アメリカ合衆国/アニメ）
  - アニエスの浜辺（ フランス）
  - 甘いウソ（ 韓国）
  - eatrip（ 日本）
  - 犬と猫と人間と（ 日本）
  - ヴィヨンの妻 〜桜桃とタンポポ〜（ 日本）
  - エスター（ アメリカ合衆国）
  - 狼の死刑宣告（ アメリカ合衆国）
  - カイジ 人生逆転ゲーム（ 日本）
  - さまよう刃（ 日本）
  - パリ・オペラ座のすべて（ フランス）
  - パンドラの匣（ 日本）
  - 引き出しの中のラブレター（ 日本）
  - ファイティング・シェフ〜美食オリンピックへの道〜（ スペイン）
  - へんりっく 寺山修司の弟（ 日本）
  - 無防備（ 日本）
  - クヒオ大佐（ 日本）
  - LONG CARAVAN（ 日本）
- 16日
  - あなたは私の婿になる（ アメリカ合衆国）
- 17日
  - 14才のハラワタ（ 日本）
  - アンナと過ごした4日間（ ポーランド・ フランス）
  - アバンチュールはパリで（ 韓国）
  - スワップ・スワップ 〜伝説のセックスクラブ〜（ アメリカ合衆国）
  - 戦慄迷宮3D THE SHOCK LABYRINTH（ 日本）
  - バタフライ・エフェクト3/最後の選択（ アメリカ合衆国）
  - ファイナル・デッドサーキット 3D（ アメリカ合衆国）
  - 仏陀再誕（ 日本/アニメ）
- 24日
  - きみがぼくを見つけた日（ アメリカ合衆国）
  - 僕の初恋をキミに捧ぐ（ 日本）
  - 携帯彼氏（ 日本）
  - 沈まぬ太陽（ 日本）
  - パイレーツ・ロック（ ドイツ・ イギリス）
  - ホースメン（ アメリカ合衆国）
  - デビル・ハザード（ アメリカ合衆国）
  - TOCHKA（ 日本）
  - REC/レック2（ スペイン）
  - アルビン号の深海探検 3D（ 日本）
  - アンヴィル! 夢を諦めきれない男たち（ アメリカ合衆国）
  - トーテム Song for home（ 日本）
  - 代行のススメ（ 日本）
  - ストイックガール完全版（ 日本）
- 28日
  - マイケル・ジャクソン THIS IS IT（ アメリカ合衆国）
- 31日
  - ジェイン・オースティン 秘められた恋（ アメリカ合衆国・ イギリス）
  - こまどり姉妹がやって来る ヤァ!ヤァ!ヤァ!（ 日本）
  - 母なる証明（ 韓国）
  - アンを探して（ 日本）
  - わたし出すわ（ 日本）
  - サイドウェイズ（ 日本）
  - ホワイトアウト（ アメリカ合衆国）
  - 映画 フレッシュプリキュア! おもちゃの国は秘密がいっぱい!?（ 日本/アニメ）
  - 風が強く吹いている（ 日本）
  - 谷中暮色（ 日本）

### 11月
- 6日
  - スペル（ アメリカ合衆国）
  - ソウ6（ アメリカ合衆国）
  - SOUL RED 松田優作（ 日本）
- 7日
  - PUSH 光と闇の能力者（ アメリカ合衆国）
  - 天使の恋（ 日本）
  - 僕らのワンダフルデイズ（ 日本）
  - 大洗にも星はふるなり（ 日本）
  - ディセント2（ アメリカ合衆国）
  - ファッションが教えてくれること（ アメリカ合衆国）
  - 副王家の一族（ イタリア）
  - ドゥーニャとデイジー（ オランダ・ ベルギー）
  - 行旅死亡人（ 日本）
  - ドキュメンタリー頭脳警察（ 日本）
  - ファイナル・デス・ゲーム（ アメリカ合衆国・ スペイン）
  - 夜の影（ 日本）
  - ルナの子供（ 日本）
  - こまねこのクリスマス 〜迷子になったプレゼント〜（ 日本）
  - 遺物 未解決事件流出証拠検証記録（ 日本）
  - ジャック・メスリーヌ フランスで社会の敵No.1と呼ばれた男 Part1 ノワール編（ フランス）
  - ジャック・メスリーヌ フランスで社会の敵No.1と呼ばれた男 Part2 ルージュ編（ フランス）
- 14日
  - 脳内ニューヨーク（ アメリカ合衆国）
  - ピリペンコさんの手づくり潜水艦（ ドイツ）
  - Disney's クリスマス・キャロル（ アメリカ合衆国/アニメ）
  - ゼロの焦点（ 日本）
  - 笑う警官（ 日本）
  - なくもんか（ 日本）
  - カラスコライダー（ 日本）
  - 千年の祈り（ 日本・ アメリカ合衆国）
  - きみに微笑む雨（ 韓国・ 中国）
  - 実験室KR-13（ アメリカ合衆国）
  - ワカラナイ（ 日本）
  - THE WAVE ウェイヴ（ ドイツ）
  - ランディーズ（ 日本）
  - 南京 引き裂かれた記憶（ 日本）
- 20日
  - ロフト.（ ベルギー）
  - イングロリアス・バスターズ（ アメリカ合衆国）( ドイツ)
- 21日
  - 2012（ アメリカ合衆国）
  - 華鬼 三部作〜華鬼×神無編（ 日本）
  - ブラック会社に勤めてるんだが、もう俺は限界かもしれない（ 日本）
  - マイマイ新子と千年の魔法（ 日本/アニメ）
  - 劇場版マクロスF 虚空歌姫〜イツワリノウタヒメ〜（ 日本/アニメ）
  - 曲がれ!スプーン（ 日本）
  - E.YAZAWA ROCK（ 日本）
  - いぬばか（ 日本）
  - あばしり一家（ 日本）
  - つむじ風食堂の夜（ 日本）
  - RISE UP ライズアップ（ 日本）
  - 黄金花－秘すれば花、死すれば蝶－（ 日本）
  - ゲーム★アクション（ 日本）
  - 地下室（ 日本）
- 23日
  - グワシ!楳図かずおです（ 日本）
- 27日
  - 理想の彼氏（ アメリカ合衆国）
- 28日
  - 華鬼 三部作〜麗二×もえぎ編（ 日本）
  - 銀色の雨（ 日本）
  - Dirty Heart（ 日本）
  - サバイバル・フィールド（ スペイン）
  - 戦場でワルツを（ イスラエル・ フランス・ ドイツ・ アメリカ合衆国）
  - ビッグ・バグズ・パニック（ アメリカ合衆国）
  - ニュームーン/トワイライト・サーガ（ アメリカ合衆国）
  - 東のエデン 劇場版I The King of Eden（ 日本/アニメ）

### 12月
- 5日
  - カティンの森（ ポーランド）
  - カールじいさんの空飛ぶ家（ アメリカ合衆国/アニメ）
  - 晴れ ときどき くもり（ アメリカ合衆国/アニメ）
  - ジャームス 狂気の秘密（ アメリカ合衆国）
  - Dear Heart 震えて眠れ（ 日本）
  - インフォーマント!（ アメリカ合衆国）
  - 華鬼 三部作〜響×桃子編（ 日本）
- 12日
  - スノープリンス 禁じられた恋のメロディ（ 日本）
  - パブリック・エネミーズ（ アメリカ合衆国）
  - ONE PIECE FILM STRONG WORLD（ 日本/アニメ）
  - 宇宙戦艦ヤマト 復活篇（ 日本/アニメ）
  - 大怪獣バトル ウルトラ銀河伝説 THE MOVIE（ 日本）
  - 仮面ライダー×仮面ライダー W&ディケイド MOVIE大戦2010（ 日本）
  - ジュリー&ジュリア（ アメリカ合衆国）
  - マラドーナ（ スペイン・ フランス）
  - 倫敦から来た男（ ハンガリー・ ドイツ・ フランス）
  - ヴィサージュ（ 日本）
  - アフロサムライ: レザレクション（ 日本・ アメリカ合衆国/アニメ）
- 18日
  - THE 4TH KIND フォース・カインド（ アメリカ合衆国）
- 19日
  - レイトン教授と永遠の歌姫（ 日本/アニメ）
  - のだめカンタービレ 最終楽章 前編（ 日本）
  - ASSAULT GIRLS（ 日本）
  - ウルルの森の物語（ 日本）
  - 蘇りの血（ 日本）
  - パチャママの贈りもの（ 日本）
  - 監獄島（ アメリカ合衆国）
  - ダンプねえちゃんとホルモン大王（ 日本）
  - 牛の鈴音（ 韓国）
  - ミッシェル・ガン・エレファント "THEE MOVIE" -LAST HEAVEN 031011-（ 日本）
  - ベジャール、そしてバレエはつづく（ スペイン）
  - 誰がため（ デンマーク・ チェコ・ ドイツ）
- 23日
  - アバター（ アメリカ合衆国）
  - ティンカー・ベルと月の石（ アメリカ合衆国/アニメ）
  - よなよなペンギン（ 日本/アニメ）
- 26日
  - ライブテープ（ 日本）
  - 書の道（ 日本）
  - ヴィクトリア女王 世紀の愛（ イギリス・ アメリカ合衆国）
  - 海角七号 君想う、国境の南（ 台湾）
  - シネマ歌舞伎 法界坊（ 日本）
  - ずっとあなたを愛してる（ フランス）
  - 釣りバカ日誌20 ファイナル（ 日本）